# منتخب أرمينيا تحت 20 سنة لكرة القدم
منتخب أرمينيا تحت 20 سنة لكرة القدم هو ممثل أرمينيا الرسمي في المنافسات الدولية في كرة القدم في فئة كرة قدم تحت 20 سنة للرجال
.